# Avraham Bendori
Avraham Bendori (Tel-Aviv, 1928. június 21. – 2019. január 15.) izraeli labdarúgó, kapus, edző.

## Pályafutása

### Klubcsapatban
1946 és 1960 között a Makkabi Tel-Aviv labdarúgója, ahol öt bajnoki címet és négy kupagyőzelmet ért el a csapattal.

### A válogatottban
1949 és 1960 között négy alkalommal szerepelt az izraeli válogatottban.

### Edzőként
1963–64-ben a Hapóel Kirjat Haim, 1968-ban a Makkabi Petah Tikvá, 1969–70-ben a Hapóel Rison LeCion, 1970–71-ben a Hapóel Ramat Gan vezetőedzője volt.

## Sikerei, díjai
Makkabi Tel-Aviv
- Izraeli bajnokság
  - bajnok (5): 1949–50, 1951–52, 1953–54, 1955–56, 1957–58
- Izraeli kupa
  - győztes (4): 1954, 1955, 1958, 1959